# Бернат Гильом IV де Монпелье
Бернар Гильом (Бернат Гильем) IV (Bernat Guilhèm IV de Montpelhiè', окс. Bernard Guillaume IV de Montpellier; ум. 1085) — сеньор Монпелье. По мнению Дюамеля-Амадо (Duhamel-Amado) — младший брат своего предшественника Гильома III (ум. после 1068), по мнению Сеттипани — его сын.

## Биография
Между 1058 и 1068 годами женился на Эрменгарде, которую историки XVIII—XIX веков считают дочерью графа Раймона I де Мельгёйля и Беатрикс де Пуату. Вряд ли это так, потому что её сын Гийлем V в 1080 г. был помолвлен дочерью графа Пьера де Мельгёйля, которая в таком случае являлась ему двоюродной сестрой: в то время получить на такой брак папское разрешение было невозможно.
Сын:
- Гильом V (1073/74 — до 21 февраля 1122), сеньор Монпелье.

Овдовев, Эрменгарда вторым браком вышла замуж за сеньора д’Андюз и от него родила ещё одного сына — Бернара II д’Андюз (ок. 1086—1131). Этот факт служит косвенным доказательством того, что Бернар Гийлем IV умер в достаточно молодом возрасте, а значит, был не братом, а сыном своего предшественника Гийлема III. Можно предположить, что даты его жизни 1050—1085 гг.